# Zone de protection paysagère de Tokaj-Bodrogzug
La zone de protection paysagère de Tokaj-Bodrogzug (hongrois : Tokaj-Bodrogzugi Tájvédelmi Körzet, prononcé [ˈtokɒjbodɾogi ˈtaːjveːdɛlmi ˈkøɾzɛt]) est une aire protégée située dans le comitat de Borsod-Abaúj-Zemplén, au nord de Tokaj, et dont le périmètre est géré par le Parc national d'Aggtelek.
La zone de Bodrogzug est également un site Ramsar depuis le 17 mars 1989.